# 8kun
8kun, anteriormente llamado 8chan, Infinitechan o Infinitychan (estilizado como ∞chan), es un tablón de imágenes en inglés. Después de desconectarse en agosto de 2019, el sitio cambió su nombre a 8kun y se relanzó en noviembre de 2019.
A raíz de los tiroteos masivos del 3 y 4 de agosto de 2019 en El Paso, Texas y Dayton, Ohio, respectivamente, el sitio fue retirado de la Internet pública el 5 de agosto de 2019, después de que el proveedor Cloudflare dejó de proporcionar su servicio de red de entrega de contenido (CDN). Poco antes del tiroteo en El Paso, se publicó en 8chan un mensaje de cuatro páginas que justificaba el ataque, y la policía ha declarado que están "razonablemente seguros" de que fue publicado por el perpetrador. Después de que varios intentos de regresar a Internet fueran bloqueados por los proveedores que negaban el servicio a 8chan, el sitio volvió a funcionar en noviembre de 2019 a través de un proveedor de alojamiento ruso.

## Historia
8chan fue creado en octubre de 2013 por el programador Fredrick Brennan, más conocido por su alias "Hotwheels". Brennan creó el sitio después de observar lo que percibió como una vigilancia en rápido aumento y una pérdida de libertad de expresión en Internet. Brennan, quien consideraba que el foro 4chan se había vuelto autoritario con sus reglas, describió a 8chan como una alternativa "amigable con la libertad de expresión", y originalmente ideó el sitio mientras experimentaba un viaje de hongos psicodélicos.
Los usuarios no necesitan experiencia ni conocimientos de programación para crear sus propios tableros. Desde marzo de 2014, sus preguntas frecuentes han establecido solo una regla que se aplica globalmente: "No publique, solicite ni haga enlaces a ningún contenido ilegal en los Estados Unidos de América. No cree tableros con el único propósito de publicar o difundir dicho contenido". Brennan afirmó que, si bien encontró que parte del contenido publicado por los usuarios era "reprensible", se sentía personalmente obligado a defender la integridad del sitio al tolerar discusiones que no necesariamente apoya independientemente de su postura moral.
Brennan acordó asociar 8chan con el tablero de mensajes japonés 2channel, y posteriormente se trasladó a Filipinas en octubre de 2014.
En enero de 2015, el sitio cambió su dominio después de que varias personas presentaran denuncias ante su registrador de dominios alegando que 8chan albergaba pornografía infantil. Más tarde, el sitio recuperó su dominio original.
En enero de 2016, después de varias fallas en el software que corría el sitio, el desarrollo se detuvo y el programador principal, Joshua Moon, fue despedido por Brennan. El propio Brennan renunció oficialmente en julio de 2016, desilusionado con lo que 8chan se había convertido, y entregó el sitio a su propietario, Jim Watkins y su hijo, Ron Watkins.

### Desaparición de la Internet pública
Tras los tres tiroteos en 2019 (Christchurch, Nueva Zelanda, en marzo; Poway, California, en abril y El Paso, Texas, en agosto) en los que los perpetradores utilizaron 8chan como plataforma para difundir su manifiesto, las empresas que proporcionaban servicios de Internet a 8chan recibieron una mayor presión para que terminaran sus servicios con el sitio.
El CEO de Cloudflare defendió inicialmente el apoyo tecnológico de su empresa a 8chan el 3 de agosto de 2019, el día del tiroteo en El Paso: «Lo que sucedió hoy en El Paso es aborrecible en todas las formas posibles, es feo, y odio que haya alguna asociación entre nosotros y eso... Para nosotros la pregunta es ¿cuál es el peor mal?»
Sin embargo, al día siguiente, con una creciente atención de la prensa, Cloudflare cambió su posición y rescindió su soporte a 8chan a partir de la medianoche del 5 de agosto, lo que podría dejar el sitio vulnerable a ataques de denegación de servicio. Prince declaró: «Desafortunadamente, la acción que tomamos hoy no solucionará el odio en línea... Es casi seguro que ni siquiera eliminará 8chan de Internet. Pero es lo correcto».
Brennan, el creador de 8chan que dejó de ser el propietario en 2015 y dejó de trabajar para el sitio web en 2018, declaró el 4 de agosto de 2019 que 8chan debería cerrarse, y luego agradeció a Cloudflare por su decisión de retirar su soporte a 8chan.
A raíz de los cambios de Cloudflare, 8chan cambió su registrador de dominios a BitMitigate, una división de Epik, un proveedor que anteriormente había prestado servicios a sitios de extrema derecha como Gab y The Daily Stormer. Sin embargo, Voxility, la compañía que proporcionó a BitMitigate y Epik sus propios servidores y conectividad a Internet, tomó medidas para detener la prestación de servidores a BitMitigate, desconectó ese sitio y declaró que el uso previsto de sus servidores violaba su política de uso aceptable.
A pesar de que el sitio ya no podía accederse a través de su dominio habitual, los usuarios podían acceder al sitio usando su dirección IP en la Internet pública y su dirección .onion en la red oscura usando el navegador Tor.
El 6 de agosto de 2019, el Comité de Seguridad Nacional de la Cámara de Representantes de los Estados Unidos citó al propietario de 8chan, Jim Watkins, para testificar sobre las medidas que el sitio web estaba tomando para abordar "la proliferación de contenido extremista, incluido el contenido de supremacía blanca". El 11 de agosto de 2019, Watkins subió un video en YouTube diciendo que 8chan había estado fuera de línea "voluntariamente" y que volvería a estar en línea después de hablar con el Comité de Seguridad Nacional. A principios de septiembre, Watkins viajó a Washington D. C. para ser interrogado por el Congreso. En una entrevista con The Washington Post, Watkins dijo que el personal de 8chan estaba creando protecciones contra los ciberataques para reemplazar los servicios de Cloudflare, y que el sitio web podría volver a estar en línea a mediados de septiembre.

### Reactivación y cambio de nombre
El 7 de octubre de 2019, se lanzó un video en la cuenta de Twitter de 8chan y el canal de YouTube de Jim Watkins en el que se presenta el nuevo logotipo de "8kun". En él, una serpiente (que se asemeja a la de la bandera de Gadsden) forma un número 8 en la parte superior del logo. El nombre "8chan" se basa en el sufijo inglés "-chan" (forma acortada de "channel") utilizado por los tablones de imágenes que se inspiran en el sitio 2channel, pero se sugirió que el nuevo nombre sería un juego de palabras basado en los honoríficos japoneses; en este caso, '-chan' puede interpretarse como el honorífico que se usa para los niños pequeños, mientras que el sufijo '-kun' se usa para los hombres en general.
Brennan se ha opuesto abiertamente al relanzamiento de 8chan, alegando que esto no cambiará la reputación previamente asociada con el sitio. También ha sugerido que el éxito de 8kun dependerá del regreso de "Q" y sus seguidores.[cita requerida]

### Planificación del asalto al Capitolio de EE. UU.
8kun, que es una de las principales plataformas utilizadas por los seguidores de QAnon y personas de extrema derecha, fue utilizada para planificar el asalto al Capitolio de los Estados Unidos del 6 de enero de 2021. Algunas publicaciones en el sitio web discutieron qué políticos matarían los usuarios una vez que ingresaran al edificio, y algunos sugirieron matar a la policía, guardias de seguridad y empleados federales.

## Controversias
Han surgido numerosas controversias relacionadas con el contenido publicado en 8chan, a tal grado que la sola participación de personas o empresas en el sitio web puede en sí misma causar controversia. El 25 de febrero de 2019, la empresa austriaca de videojuegos THQ Nordic organizó un post de preguntas y respuestas en el tablón dedicado a los videojuegos, por el que luego se disculpó.
El sitio se ha visto acusado con el supremacismo blanco, la extrema derecha, el racismo y el antisemitismo, los crímenes de odio y múltiples tiroteos masivos por unos medios. Era conocido por albergar pornografía infantil; como resultado, se lo eliminó del buscador de Google. Varios de los tableros del sitio desmpeñaron un papel activo en la controversia de Gamergate, alentando a los afiliados de Gamergate a frecuentar 8chan después de que 4chan prohibiera el tema en su sitio. 8chan ha dado cobijo a la desacreditada teoría de la conspiración QAnon de extrema derecha.

### Gamergate
El 18 de septiembre de 2014, 8chan se enredó en la controversia de Gamergate después de que 4chan prohibiera la discusión sobre dicho tema en su sitio. El tablero inicial destinado al tópico de Gamergate también llamó la atención después de ser comprometida por miembros del grupo de troles Gay Nigger Association of America, obligando a los activistas de Gamergate a migrar al tablero "/gamergate/". Este reemplazo se convirtió rápidamente en el segundo tablero más visitado del sitio.

### Swattingy amenazas violentas
En enero de 2015, el sitio se utilizó como base para hacer un tipo de broma pesada conocida como swatting, la mayoría de ellas relacionadas con las críticas de las víctimas de Gamergate; los ataques fueron coordinados en un tablero en el sitio web llamado "/baphomet/". Una de las víctimas de swatting dijo que la escogieron porque había seguido a alguien en Twitter. El 9 de febrero de 2015, el contenido del tablero "/baphomet/" se borró después de que se publicara allí la información personal de Katherine Forrest, la jueza estadounidense que preside el caso de Silk Road.
En 2019, se publicó en 8chan contenido en el que se amenazaba con un tiroteo masivo contra la escuela secundaria Bethel Park, en Pensilvania; como resultado, un individuo de 18 años fue arrestado con el cargo de amenazas terroristas y represalia contra un testigo o víctima.

### Pornografía infantil
Se han creado tableros en 8chan para discutir temas como el abuso sexual infantil. Si bien compartir contenido ilegal está en contra de las reglas del sitio, el periódico The Daily Dot escribió que existen tableros para compartir imágenes sexualizadas de menores en poses provocativas, y que algunos usuarios de estos tableros publican enlaces a pornografía infantil explícita alojada en otros sitios. Cuando se le preguntó si tales tableros eran un resultado inevitable de la libertad de expresión, Brennan respondió: «Desafortunadamente, sí. No apoyo el contenido de los tableros que mencionaste, pero es simplemente el costo de la libertad de expresión y de ser el único sitio activo que no impone más "leyes" que las que se aprobaron en Washington D. C.» 
En agosto de 2015, Google incluyó a 8chan en la lista negra de su buscador, por haber detectado "contenido sospechoso de abuso infantil".

### Campaña presidencial de Donald Trump
En julio de 2016, el candidato presidencial estadounidense Donald Trump tuiteó una imagen de Hillary Clinton con un fondo de dinero y una estrella de seis puntas parecida a la Estrella de David. La imagen contenía el mensaje "Most corrupt candidate ever" (en español, "La candidata más corrupta de todos los tiempos"). La imagen había sido publicada en 8chan el 22 de junio, más de una semana antes de que el equipo de Trump la tuiteara. Una marca de agua en ella condujo a una cuenta de Twitter que había publicado varias imágenes abiertamente racistas y antisemitas.

### QAnon
Desde 8chan se ha difundido la desacreditada teoría de la conspiración QAnon de extrema derecha.
En 2018, un usuario que se refirió a sí mismo como "Q" llamó la atención y promovió teorías conspirativas sobre la existencia de un estado profundo en el gobierno de los Estados Unidos, lo que finalmente condujo a un movimiento internacional. El comentarista político conservador Sean Hannity ha retuiteado los hashtags de QAnon en su cuenta de Twitter. En marzo de 2018, el grupo inicial de seguidores de Q en Reddit fue removido del sitio por promover esta teoría. Rápidamente se reagruparon en un nuevo subreddit, que presentaba publicaciones de Q y otros usuarios anónimos de 8chan en un formato más fácil de leer. Más tarde, el subreddit fue prohibido. Con una avalancha de nuevos usuarios en 8chan, Q le pidió a uno de los propietarios del sitio web, Ron Watkins, que actualizara los servidores para soportar todo el tráfico que el sitio web estaba recibiendo.[cita requerida]
El movimiento QAnon se ha visto relacionado con la teoría de la conspiración de Pizzagate. También se ha vinculado a los hashtags #TheGreatAwakening y #WWG1WGA, acrónimo de la frase en inglés "where we go one, we go all" (en español, "donde vamos uno, vamos todos"); a veces también se vincula con la frase "Follow the White Rabbit" ("Sigue al Conejo Blanco").

### Lista de Antifa de la policía de Luisiana
En septiembre de 2018, la Policía Estatal de Luisiana fue investigada por usar una lista falsa de información personal sobre supuestos activistas de Antifa publicada en 8chan. El documento, en realidad contenía los nombres de miles de personas que firmaron peticiones en contra del entonces presidente Donald Trump. La policía de Luisiana se ha negado a revelar la lista, alegando que "comprometería" las investigaciones penales en curso. El profesor de Harvard y ex defensor público Thomas Frampton presentó una demanda contra la Policía Estatal de Luisiana, alegando que la negativa a publicar la lista indica que realmente la policía creía en la credibilidad de ésta y la estaba usando en investigaciones y litigios.

### Tiroteos de 2019
Los autores de tres tiroteos masivos, todos en 2019, usaron 8chan para difundir su manifiesto. Como resultado, hubo una mayor presión sobre aquellos que proveían servicios de Internet a 8chan para que terminaran su soporte, lo que llevó a que varias empresas le negaran al sitio sus servicios, con lo cual 8chan desapareció de la Internet pública durante un tiempo.

#### Tiroteos en la mezquita de Christchurch
Antes de los ataques a dos mezquitas en Christchurch, Nueva Zelanda, el 15 de marzo de 2019, el perpetrador, Brenton Harrison Tarrant, publicó enlaces a una transmisión en vivo en Facebook Live del primer ataque a la mezquita de Al Noor. También publicó un manifiesto nacionalista blanco y neofascista con el título El Gran Reemplazo (llamado así por la teoría de la conspiración de extrema derecha francesa del mismo nombre escrito por Renaud Camus) en el que detallaba sus motivaciones antiislámicas y antiinmigrantes detrás del ataque. Los tiroteos dejaron 51 muertos y más de 40 heridos. Algunos miembros de 8chan volvieron a subir el manifiesto en el sitio y aplaudieron los ataques.
El 20 de marzo de 2019, las empresas de telecomunicaciones australianas Telstra, Optus y Vodafone negaron a millones de australianos el acceso a los sitios web 4chan, 8chan, Zero Hedge y LiveLeak como reacción al ataque. Lo mismo sucedió en Nueva Zelanda.

#### Tiroteo en la sinagoga de Poway
John T. Earnest, el presunto autor de un tiroteo en la sinagoga de Poway, California, el 27 de abril de 2019, y de un incendio en una mezquita en Escondido el 25 de marzo, había publicado enlaces a su carta abierta y a su truncada transmisión en vivo en 8chan. Earnest nombró a 8chan como el sitio en donde se había radicalizado. Según la cuenta de Twitter de 8chan, la publicación del tirador fue eliminada nueve minutos después de su creación.

#### Tiroteo en El Paso
El culpable de un tiroteo masivo en una tienda de Walmart en El Paso, Texas, el 3 de agosto de 2019, supuestamente publicó un manifiesto nacionalista blanco de cuatro páginas con el título "The Inconvenient Truth" ("La Incómoda Verdad") en 8chan, menos de una hora antes de que comenzara el tiroteo. Los moderadores de 8chan eliminaron rápidamente la publicación original, aunque los usuarios continuaron circulando los enlaces a este manifiesto. El asesino terminó siendo condenado a cadena perpetua.

## Participación de la Deep Web
La página web hoy en día es conocida como parte de la deep web, una porción del internet que no es accesible a través de los motores de búsqueda convencionales. 8Chan, también conocido como 8Kun, es un foro de imágenes que se hizo famoso por permitir una gran libertad en las publicaciones de contenido, incluyendo temas controvertidos y, en algunos casos, ilegales. A lo largo de su historia, 8Chan ha sido asociado con diversos eventos negativos y controversias debido a la falta de moderación estricta y a la capacidad de los usuarios para publicar de manera anónima.
Aunque 8Chan ha sido cerrado y reaparecido bajo diferentes dominios, su existencia refleja los riesgos y desafíos que enfrentan las plataformas de contenido anónimo en la deep web. Las características de estos sitios pueden hacer más difícil para las autoridades y para los usuarios en general identificar y prevenir actividades ilegales o perjudiciales. La discusión sobre estos temas destaca la importancia de la moderación y la vigilancia en las plataformas en línea para proteger a los usuarios de contenido dañino y de actividades ilegales.